# Trematodon angolensis
Trematodon angolensis är en bladmossart som beskrevs av Welwitsch och Jean Étienne Duby 1872. Trematodon angolensis ingår i släktet tranmossor, och familjen Bruchiaceae. Inga underarter finns listade i Catalogue of Life.